# Бейдзян
Бейдзян (на китайски: 北江; на пинин: Běi Jiāng, букв. „Северна река“) е река в Южен Китай, в провинция Гуандун, ляв приток на Сидзян. С дължина 468 km и площ на водосборния басейн 46 710 km² река Бейдзян се образува в центъра на град Шаогуан (провинция Гуандун) на 54 m н.в. от сливането на двете съставящи я реки Джаншуй (лява съставяща) и Ушуй (дясна съставяща), водещи началото си от планината Нанлин. По цялото си протежение тече в южна посока през хълмиста равнина. Влива се отляво в река Сидзян в района на град Синан, на 0 m н.в. По време на летните мусони има ясно изразено пълноводие. Основни притоци: леви – Джаншуй; десни – Ушуй, Лянджаудзян. Плавателна е в долното си течение за плитко газещи речни съдове, но поради множеството бързеи и прагове корабоплаването е съпроводено с големи трудности. На много места коритото ѝ е заградено с водозащитни диги за предотвратяване на наводнения. Долината ѝ е гъсто населена, като най-големите селища са градовете Шаогуан, Индъ, Цинюан, Сихой и др.